# Sausseuzemare-en-Caux
Sausseuzemare-en-Caux település Franciaországban, Seine-Maritime megyében. Lakosainak száma 430 fő (2022. január 1.). Sausseuzemare-en-Caux Auberville-la-Renault, Bretteville-du-Grand-Caux, Écrainville, Épreville, Fongueusemare, Goderville és Maniquerville községekkel határos.

## Népesség
A település népessége az elmúlt években az alábbi módon változott:
| Lakosok száma | 423  | 437  | 438  | 435  | 432  | 430  | 429  | 431  | 430  |
|               | 2013 | 2015 | 2016 | 2017 | 2018 | 2019 | 2020 | 2021 | 2022 |